# João Paulo Guerra Barrera
João Paulo Guerra Barrera (São Paulo, 31 de março de 2010), é uma criança brasileira bilíngue, estudante do ensino fundamental, escritor, palestrante e programador. Foi vencedor de concurso de colonização espacial da National Aeronautics and Space Administration (NASA) e brasileiro do Ano na Educação pela revista IstoÉ. 

## Biografia
João Paulo começou a escrever seu primeiro livro “No Mundo da Lua e dos Planetas - In the World of the Moon and the Planets” aos 5 anos e meio de idade. Em agosto de 2016 lançou esse livro que conta aventuras espaciais de três amigos na Bienal Internacional do Livro de São Paulo, sendo reconhecido como o autor bilíngue mais jovem que se tem notícia. Logo em seguida ele desenvolveu um videogame contando a história do livro com a orientação dos professores da escola e junto com o livro enviou um projeto que concorreu com seis mil estudantes do mundo inteiro de até 18 anos. Aos 6 anos, com o chamado Sonic World SS, foi o vencedor do NASA Ames Space Settlement Contest na categoria Mérito Literário. Em maio de 2017 João Paulo foi convidado para receber o prêmio em congresso da NASA em Saint Louis nos EUA onde foi diplomado como o mais novo ser humano a discursar em um congresso promovido por cientistas da NASA. 
Após um ano de conquistas, apresentações e palestras em escolas públicas e particulares promovendo a importância da leitura, do aprendizado e da boa educação, em dezembro de 2017 João Paulo foi homenageado pela revista IstoÉ como Brasileiro do Ano na Educação, evento com a presença do Presidente da República e do Sr. Juiz Sérgio Moro, entre outras personalidades do meio político, empresarial e artístico.
Em janeiro de 2018 foi nomeado Embaixador do NASA SCIENCE DAYS, evento promovido pela NASA em parceria com Kennedy Space Center com objetivo de ensinar STEM (ciências, tecnologia, engenharia e matemática) para jovens e crianças de todo o Brasil, com meta de atingir 5 milhões de estudantes.[carece de fontes?]
Em fevereiro de 2018 foi nomeado Embaixador do Concurso Mundial de Redação de Cartas promovido pela União Universal de Selos (com sede em Berma - Suíça).[carece de fontes?]
Com conhecimento adquirido no congresso da NASA, nas escolas e em suas pesquisas, João Paulo lançou seu segundo livro “Morando no Espaço - Living in Space”, também bilingue português e inglês, onde fala sobre a colonização espacial.[carece de fontes?]
Também em março de 2018, palestrou em inglês no 1ª Congresso Mundial de Educação (CETEC), promovido pelo SESI/FIESP a convite do Sr. Paulo SKAFF, falando sobre educação e abrindo o palco para o professor finlandês Dr. Pasi Sahlberg.[carece de fontes?]
Em junho de 2018 foi palestrante do MIT em Boston nos EUA na 5* Conferência Mundial de Português como Língua de Herança para professores.[carece de fontes?]
Em julho de 2018 foi recebido na sede da ONU em Nova York pela Secretária Geral da Infância e Juventude, Sra. Jayathma Wickramanayake do Sri Lanka, para discutir as dicas de respeito contidas em seu segundo livro em sintonia com os itens da Agenda 2030 da ONU. Na ocasião ele aproveitou a oportunidade e fez uma carta ao Secretário Geral da ONU, o português Sr. Antonio Guterres, solicitando a inclusão da língua portuguesa como nas língua oficial da ONU.[carece de fontes?]
Foi atração da 25ª Bienal Internacional do Livro de São Paulo com os escritores e cartunistas Mauricio de Souza e Ziraldo a fim de promover a literatura infantil.[carece de fontes?]

## Colonização espacial (Nasa)
Desde 1994, o Nasa Ames Space Settlement Contest é realizado anualmente pelo Centro Ames de Pesquisa, órgão da agência espacial estadunidense sediado na Califórnia. O concurso é aberto inscrições do mundo inteiro, por alunos de até dezoito anos, dos ensinos fundamental e médio.

## Obras
- No Mundo da Lua e Dos Planetas - In The World Of The Moon And The Planets (livro infantil bilíngue) ISBN 9788567620770[2]

- Morando no Espaço - Living in Space (livro infantil bilíngue) ISBN 9788564984059[3]